# Friedrichshöhe (Güntersberge)

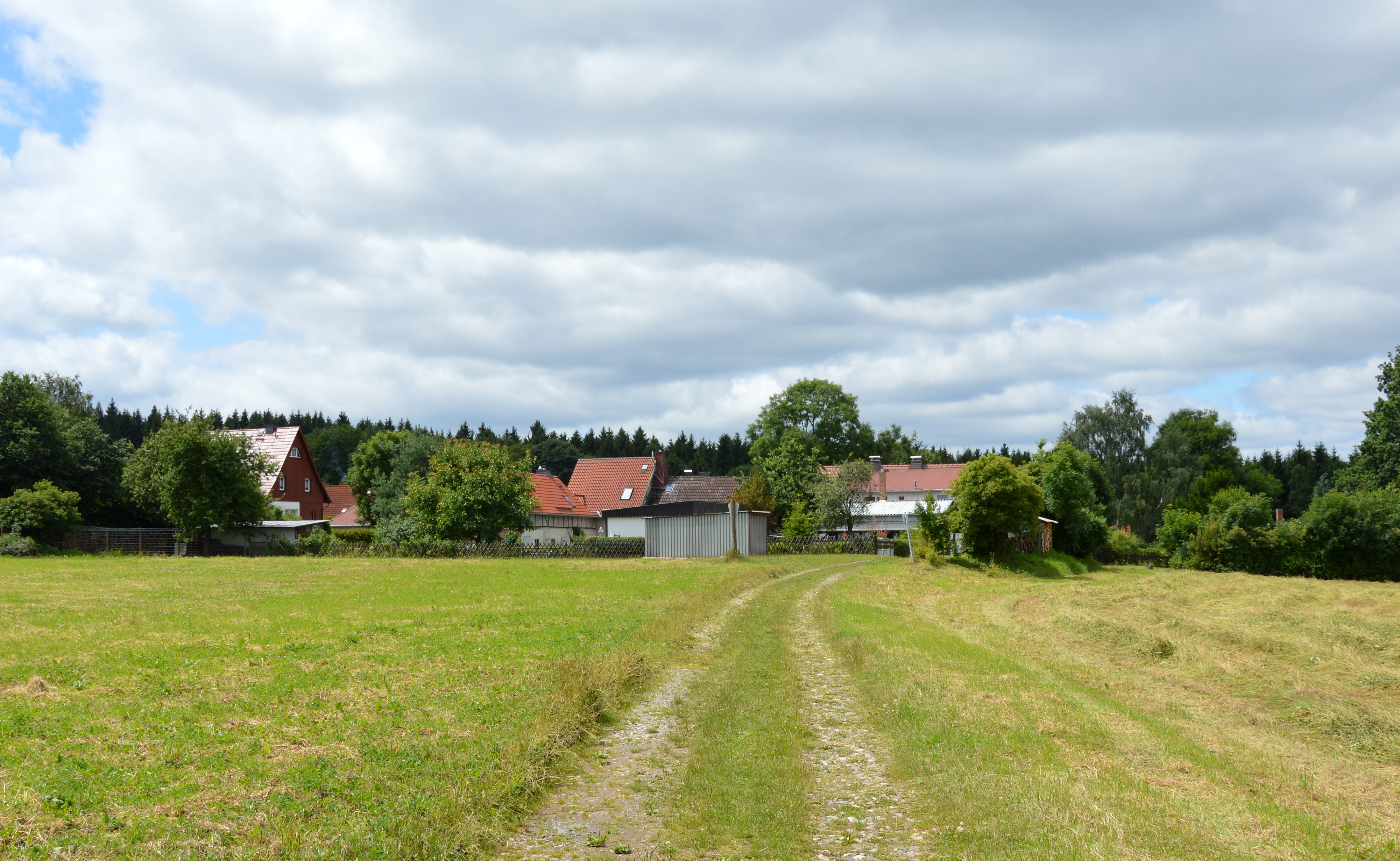
Blick von Osten

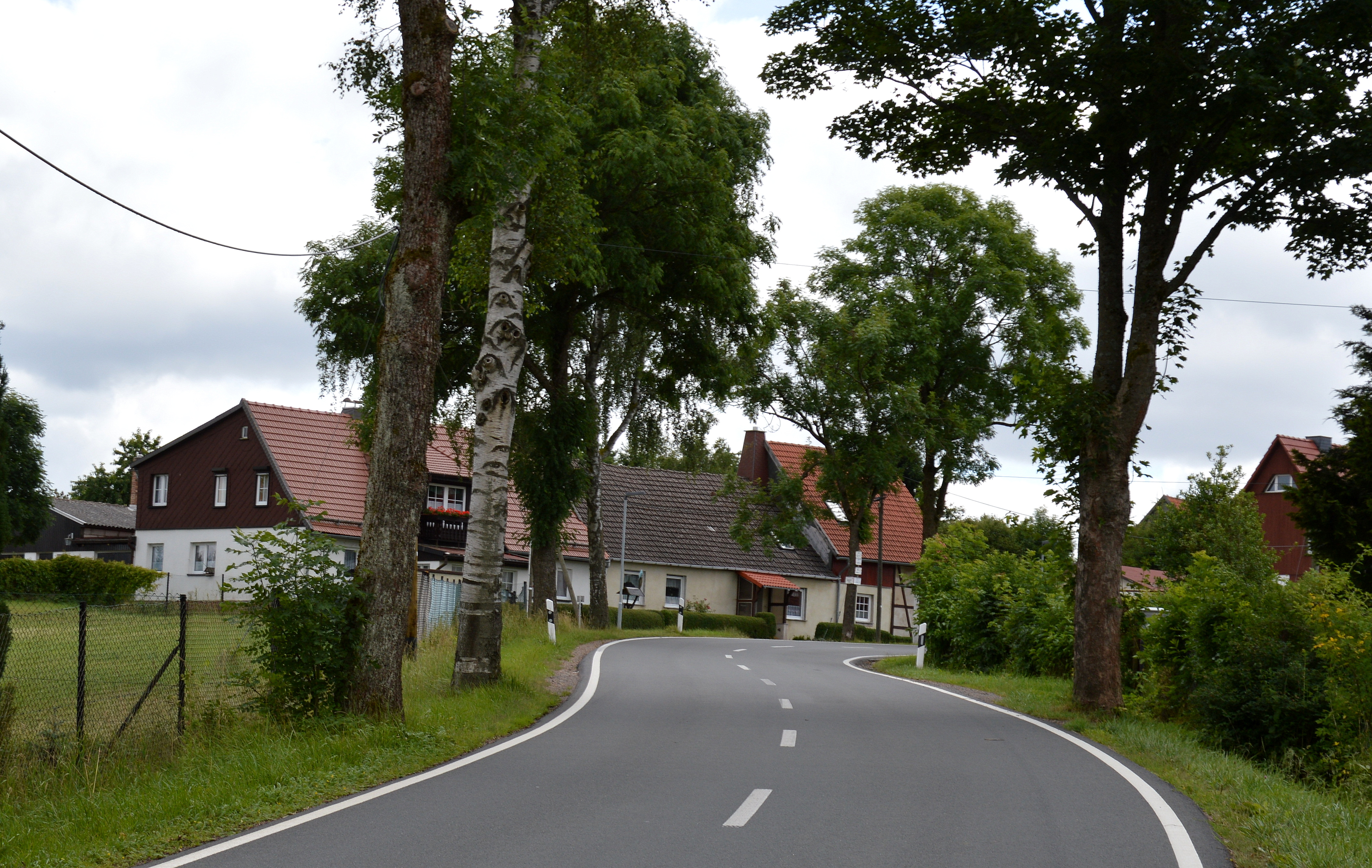
Nördliche Ortseinfahrt

Friedrichshöhe ist ein zur Ortschaft Stadt Güntersberge der Stadt Harzgerode gehörender Ortsteil im Harz in Sachsen-Anhalt. Der kleine Ort hat etwa 40 Einwohner.

## Lage
Friedrichshöhe liegt von Wäldern und landwirtschaftlichen Flächen umgeben am Rand des Unterharzes auf einer Hochfläche südwestlich von Güntersberge. Der Ort war der höchstgelegene und zugleich westlichste Ort Anhalts, die Erhebungen der Umgebung erreichen eine Höhe von bis zu 597 Metern. Durch den Ort führt von Norden nach Süden die Landesstraße L 236, von der nördlich vorbeiführenden Bundesstraße 242 nach Süden über Bärenrode nach Stolberg (Harz). Nördlich der Ortslage verläuft die Selke sowie die Selketalbahn, an der auch ein Bahnhof besteht. Durch den Ort führt der Selketalstieg.

## Geschichte
Um 1750 wurde an der alten Poststraße Braunschweig-Leipzig südlich der Selke ein anhaltisches Nebenzollamt eingerichtet. Daneben ließ Fürst Friedrich Albrecht von Anhalt-Bernburg auf einer Rodung 1781 ein Vorwerk mit Brennerei und Brauerei anlegen und gründete damit die Siedlung Friedrichshöhe, auch Kolonie genannt. 1785 folgte der Bau eines Gasthofes, 1793 der Hasenwinkelmühle und 1795 kam es zur Anlage einer Seifensiederei, einer Schmiede sowie einer Wagen-, Möbel- und Lackfabrik. Daneben wurden die benötigten Wohngebäude errichtet. Die vielversprechende Entwicklung der Örtlichkeit wurde von dem 1796 zur Regierung gekommenen Fürst Alexius Friedrich Christian nicht gefördert, so dass der industrielle Ansatz schnell wieder endete.
Etwa drei Kilometer südlich des Orts befand sich ab 1815 das Länderdreieck zwischen dem Königreich Preußen sowie der Herzogtümer Anhalt und Braunschweig. Im Bereich des damaligen Dreiländerecks bestand die Dreiherrenbuche. Zur Zeit der Existenz der Grafschaft Hohnstein handelte es sich um ein Vierländereck.
In der Zeit um 1800 umfasste der Ort zehn Feuerstellen, 1830 lebten in acht Häusern 89 Personen, 1871 betrug die Einwohnerzahl noch 57, jetzt verteilt auf zwölf Häuser. Im Vorwerk, in der Mitte des 19. Jahrhunderts mit dem Güntersberger zusammengelegt, wurden mit Hilfe von Ochsen eine Häckselmaschine sowie eine Schrot- und Mahlmühle betrieben. Abgehend von Friedrichshöhe verlief ein Fürstenweg über Güntersberge bis nach Ballenstedt, der nur mit extra einzuholender Genehmigung befahren werden durfte.
Friedrichshöhe gehörte zum Gerichtsbezirk des Amtsgerichts Harzgerode und seit dessen Auflösung zum Amtsgericht Quedlinburg.
Friedrichshöhe war ein Ortsteil der Stadt Güntersberge und gelangte mit dieser im Rahmen einer Gemeindegebietsreform zur Stadt Harzgerode.

## Sehenswürdigkeiten
In der Ortslage von Friedrichshöhe ist das ursprünglich zur Domäne gehörende Haus Friedrichshöhe 1 im örtlichen Denkmalverzeichnis als Baudenkmal geführt. In der Gemarkung des Orts stehen darüber hinaus ein historischer Grenzstein und eine 1925 errichtete Transformatorenstation unter Denkmalschutz.

## Sage und Neckreim
Für das ehemalige Vierländereck besteht die Sage, das sich dort die Grafen von Anhalt, Regenstein, Stolberg und Hohnstein einmal getroffen haben sollen. Jeder hätte in sein Gebiet einen eisernen Pfahl in die Erde gerammt. Über diese vier Pfähle und den den Grenzpunkt markierenden eisernen Pfahl habe man eine große Platte gelegt und dann gemeinsam, aber jeder in seinem Land gespeist. In einer anderen Version ist nur noch von drei Beteiligten die Rede.
Als historischer Neckreim mit Bezug auf Friedrichshöhe ist in nordthüringischer Mundart uff dr Hä jifts vele Flä (hochdeutsch: Auf der Höh’ gibt es viele Flöh’) überliefert.